# Seán McCaughey
Seán McCaughey, irisch: Seán Mac Eóchaidh (* 8. Juni 1915 in Aughnacloy, County Tyrone, Nordirland; † 11. Mai 1946 in Port Laoise, County Laois, Republik Irland), war von Beruf Metallarbeiter. Er trat im Alter von 18 Jahren in die Irish Republican Army (IRA) ein, und nach eigenen Angaben bekleidete er dort den Rang eines Generalleutnants. Er starb als letzter der zwölf Hungerstreikenden der IRA in den 1940er Jahren.
Seán McCaughey kam im Alter von fünf Jahren mit seinen Eltern nach Belfast. Er gab im Sommer irischen Sprachunterricht in den Glens of Antrim. In den späten 1930er Jahren war er kurzzeitig inhaftiert.
In der Annahme, dass der Führer der IRA, Stephen Hayes, ein Spion war, wurde er von McCaughey und anderen aufgegriffen und verhört. Während Hayes sich noch in IRA-Haft befand, wurde McCaughey verhaftet und als Hayes fliehen konnte, sagte er später vor dem Militärgericht gegen McCaughey aus. Dies führte dazu, dass McCaughey zum Tode, vollstreckbar durch ein Erschießungskommando, verurteilt wurde. Diese Strafe wurde später in eine lebenslange Haft umgewandelt.
Im September 1941 kam er in das Gefängnis von Port Laoise und war dort unter unmenschlichen Bedingungen in einer Einzelzelle isoliert, die er nicht verlassen durfte. Im Gefängnis Portlaoise Prison weigerte sich McCaughey Gefängniskleidung zu tragen und er erhielt deshalb fünf Jahre lang lediglich Decken. McCaughey durfte während seines Gefängnisaufenthalts kein Sonnenlicht sehen und durfte sich nie in frischer Luft bewegen. Er begann seinen Hungerstreik am 19. April 1946. Nach 16 Tagen nahm er kein Wasser mehr zu sich und starb am 11. Mai 1946, am 23. Tag seines Protests.
Er wurde im Grab seiner Familie beigesetzt, das die National Graves Association in Belfast verwaltet und sich auf dem Milltown-Friedhof im Republican Plot befindet.
Zu seiner Erinnerung und seinem Gedenken gibt es Lieder über sein Leben und Leid und jährliche Gedenktage durch republikanische Organisationen Irlands anlässlich seines Todes.